# Ровашко писмо
Ровашко писмо (мађ: Rovásirás) је оригинално писмо мађарског језика, које се користило пре увођења латинице. Најдуже је остало у употреби у Ердељу међу Секељима. И данас се може наћи на Копјама и Секељ 
капијама у местима где живе Секељи. Тако да је данас ово писмо познато под називом Секељско Ровашко писмо (мађ:Székely rovásirás). Роваш − Ровати, урезати, угравирати
| Rovásírás−Ровашко писмо |                     |
| Врста:                  | Фонетско            |
| Језик:                  | мађ                 |
| Временски период:       | 400. гне-1850. гне. |
|                         |                     |

## Писмо

### Правила
Ровашко писмо се пише здесна налево, и за сваки глас постоји слово (знак). Постоје 34 основна знака (слова) и 17 помоћних знакова. Наравно постоје варијације писма у зависности од места налажења и времена употребе.
Ровашко писмо се писало на камену, дрвету, дрвеним таблицама (за поруке). Постоје и назнаке да су кориштени и меканији материјали као подлога, али тада већ не можемо говорити о оригиналном Ровашком писму већ о неком прелазу на модерни, данашњи начин писања са кориштењем знакова из Ровашког писма.

## Историја

### Први део
Постоје разне теорије одакле Секељима ово писмо.
Ровашко писмо у овом данашњем облику које познајемо, на слици, има пет слова која вероватно потичу из старотурске азбуке, три из Грчког алфабета, два из глагољице а остала слова имају своју аутохтност и вероватно су донесена из средње Азије са доласком Хуна.
Позајмљена слова су ушла у употребу из разлога развитка језика у новом окружењу нове домовине и комуникације са народима који су већ били у Панонској низији, или касније дошли, па су извршили одређени културни утицај на Секеље и касније на Мађаре.
Први пут везу између Хуна и Ровашког писма успоставља римски говорник Прискус који спомиње Атилина писма и списак Хуна који су пребегли код Римљана.

### Други део
Од самог почетка, до којег је истраживање стигло, Секељи су ровашко писмо користили на мађарском језику и још нигде није пронађено да га је нека етничка мађарска група, осим Секеља, користила.
Још у 13. веку хроничар Шимон Кезаи (мађ:Kézai Simon) је забележио да Секељи имају другачије писмо него остали Мађари, који су користили латинично писмо. По средњовековним забелешкама Ровашко писмо је називано Хунско или Скитско писмо све до 19. века и да су га као таквог користили Секељи.
Кратак опис ровашког писма (Rudimenta priscae Hunnorum linguae) је дао Јанош Телегди (мађ:Telegdi János) 1598. године, када је писмо већ почело да губи од своје оригиналности и латиница је све више улазила у свакодневни живот Секеља.
Ровашко писмо, његов развој и престанак коришћења, срећом, се може пратити преко сачуваних докумената и археолошких налаза као што су Секељдержи ровашка цигла (мађ:székelyderzsi rovásírásos tégla), црквени запис из Бегзе (мађ:bögözi templom felirata), ровашка абецеда из Николсбурга (документ) из 15. века, календар из Маршигле (мађ:Marsigli), Запис из 1501. године пронађен у Чиксентмихаљу (мађ:A csíkszentmihályi rovásírásos felirat), документ из Константинопоља и тако даље. Сви ови налази и документа се данас чувају у музеју Секеља у Удвархељу (мађ:Udvarhely).
Такође велики допринос разјашњењу и приближавању ровашког писма данашњем облику разумевања је веома лепо обухваћено у две књиге које је издао Ђула Шебешчан (мађ:Sebestyén Gyula), прво је из 1909. године (мађ:Rovás és rovásírás), а друго из 1915. године (мађ:A magyar rovásírás hiteles emlékei), што нису једина издања али се јављају као најзначајнија и са највише веродостојних података.

### Трећи део
Трагови ровашког писма у његовим развојним облицима се могу наћи од пустиње Гоби (2000. година пре нове ере, покрајина Хсинчианг, за време владавине Хсиа династије, у прошлом веку пронађена је гробница са посмртним остацима плавокосих људи, са шивеним панталонама, кожним огртачима и капама, поред којих су биле таблице исписане ровашким писмом које по кинеским археолозима носе записе о Хунима) и Монголије (Улан Баторски документ) до Панонске низије и данашњих Секеља.